# Marianne Jean-Baptiste
Marianne Raigipcien Jean-Baptiste (ur. 26 kwietnia 1967 w Londynie) – brytyjska aktorka.
Laureatka nagrody Stowarzyszenia Nowojorskich Krytyków Filmowych dla najlepszej aktorki za rolę w filmie Hard Truths (2024).

## Filmografia
- Londyn mnie zabija (London Kills Me, 1991) jako Nanny
- Sekrety i kłamstwa (Secrets & Lies, 1996) jako Hortense
- Zazdrośnik (Mr. Jealousy, 1997) jako Lucretia
- How to Make the Cruelest Month (1998) jako Christina Parks
- The Wedding (1998) jako Ellen Coles
- Milczące serca (Nowhere to Go, 1998) jako Lynne Jacobs
- The Man (1999) jako Michelle
- Zabójstwo Stephena Lawrence'a (The Murder of Stephen Lawrence, 1999) jako Doreen Lawrence
- Wersety zbrodni (A Murder of Crows, 1999) jako Elizabeth Pope
- Kobieta pracująca (The 24 Hour Woman, 1999) jako Madeline Labelle
- Cela (The Cell, 2000) jako dr Miriam Kent
- 28 dni (28 days, 2000) jako Roshanda
- Men Only (2001) jako Gemma
- New Year’s Day (2001) jako Veronica
- Zawód: Szpieg (Spy Game, 2001) jako Gladys Jennip
- Women in Film (2001) jako Sara
- Bez śladu (Without a Trace, 2002) jako Vivian Johnson
- Don’t Explain (2002) jako Elana
- Loving You (2003) jako Jude
- Jam (2006) jako Lorraine